# Большие Аллаки
Больши́е Алла́ки — пресное озеро эрозионно-тектонического происхождения, находится на территории Тюбукского сельского поселения, в 12 километрах к северо-востоку от административного центра Каслинского района Челябинской области Российской Федерации.

## Этимология
Название озера Большие Аллаки, Малые Аллаки и деревни Аллаки имеет единое происхождение. В документах упоминается под названием Алак, Алака, Аллакуль. Вероятно в названии запечатлён тюркский диалектный географический термин аллак, означающий обширную впадину крупного водоёма. Либо же слово восходит к искажённому варианту топонима Алакуль, где ала — «пегий, пёстрый», а куль — «озеро». Рассматривался вариант образования от тюркского мужского имени Аллакол, Аллакул — «божий», где алла — «бог».

## Описание
При абсолютной высоте уреза воды равной 234,8 м площадь озера составляет 8,27 км². Площадь водосбора озера — 58,4 квадратных км. Максимальная глубина достигает 7 метров, средняя глубина — 4,7 метра. Объём водной массы — около 39 млн м³. Озеро находится на высоте 233 метров над уровнем моря.
Берега озера Большие Аллаки плоские, невысокие, на юге заболоченные. Дно озера песчано-каменистое, в центральной части илистое. Озеро пологое, растительности немного. Через искусственную протоку сообщается с озером Малый Кисегач. Сток в настоящее время из озера отсутствует, но, по данным ранних исследований, когда-то он проходил в реку Караболка через, расположенное юго-восточнее, озеро Репенды.

## Геология озера
Озеро расположено в котловине эрозионно-тектонического происхождения. В 1958-60 гг на берегах озера проводилась добыча гранитных плит и щебня. В результате работ был искажён природный ландшафт, береговая терраса срезана на ширину 40-50 м, на протяжении 0,7- 0,8 км; заужен перешеек между озёрами Большие Аллаки и Репенды. Вода в озере пресная, общая минерализация составляет в среднем 600 мг/л, химический состав гидрокарбонатно-магниевый.

## Каменные палатки
На юго-восточном и западном берегах имеются гранитные скалы Бей-Таш и Кинель-Таш, именуемые также Каменными палатками озера Большие Аллаки или древним святилищем. Высота каменных останцов достигает 10 метров. На некоторых из них нанесены наскальные рисунки. Этот археологический памятник был открыт и описан в 1914 году археологом Владимиром Яковлевичем Толмачевым. Он зарисовал все найденные им наскальные рисунки. Многие из них теперь утрачены, туристы замазали краской и закоптили большую часть древней живописи. Позднее, в 1969 году, более подробно Большеаллакскую писаницу и расположенные рядом с ней памятники исследовал археолог Валерий Петрин. Рядом со скалой были проведены археологические раскопки и обнаружено множество каменных и бронзовых наконечников стрел, фрагменты керамики, гранитная плита круглой формы, медное копье.

## Растительный и животный мир
В озере обитает множество различных видов рыб: елец, ерш, карась, окунь, линь, плотва, щука, язь. Растительность озера — камыш, тростник.